# Pablo de Pedro García
Pablo de Pedro García (Segòvia, 9 de novembre de 1980) és un ciclista espanyol que fou professional des del 2003 al 2009. La seva victòria més important l'aconseguí a la Volta da Ascensión de 2008

## Palmarès
- 1999
  - 1r a la Volta a Segòvia i vencedor d'una etapa
- 2002
  - 1r a la Volta a Portugal del Futur i vencedor d'una etapa
  - 1r a la Volta a Segòvia i vencedor de 2 etapes
  - 1r al Memorial Jesús Loroño
  - Vencedor d'una etapa de la Volta a Cuba
  - Vencedor d'una etapa de la Volta a Bidasoa
- 2008
  - 1r a la Volta da Ascensión i vencedor d'una etapa